# Annibale de Gasparis
Annibale de Gasparis, italijanski astronom, * 9. november 1819, Bugnara, Abruci, Italija, † 21. marec 1892, Neapelj, Italija.

## Življenje in delo
Gasparis je bil od leta 1864 do 1889 predstojnik Observatorija Capodimonte v Neaplju.

## Priznanja

### Nagrade
Kraljeva astronomska družba (RAS) mu je leta 1851 podelila Zlato medaljo.

### Poimenovanja
Po njem se imenuje krater na Luni de Gasparis. Njegovi Lunini koordinati sta 25,9° južno; 50,7° zahodno in premer 30 km. Prav tako se po njem imenuje 93 km dolga razpoka ob kraterju Rimae de Gasparis in asteroid 4279 De Gasparis.